# Гниленка
Гниленка — деревня в Осьминском сельском поселении Лужского района Ленинградской области.

## История
Впервые упоминается в писцовых книгах Шелонской пятины 1498 года, как деревня Гнилянка в Сумерском погосте Новгородского уезда.
Деревня Гнилинки на озере Которском (Спасском) обозначена на карте Санкт-Петербургской губернии Ф. Ф. Шуберта 1834 года.

ГНИЛЕНКИ — деревня принадлежит её величеству, число жителей по ревизии: 30 м. п., 28 ж. п. (1838 год)

Как деревня Гнилинка она отмечена на карте профессора С. С. Куторги 1852 года.

ГНИЛЕНКА — деревня Гдовского её величества имения, по просёлочной дороге, число дворов — 20, число душ — 49 м. п.

ГНИЛЕНКА КОПЫЛЕВА — деревня Гдовского её величества имения, по просёлочной дороге, число дворов — 12, число душ — 26 м. п. (1856 год)

ГНИЛЕНКА (ГНИЛИНКА) — деревня удельная при озере Котарском, число дворов — 10, число жителей: 25 м. п., 27 ж. п. (1862 год)

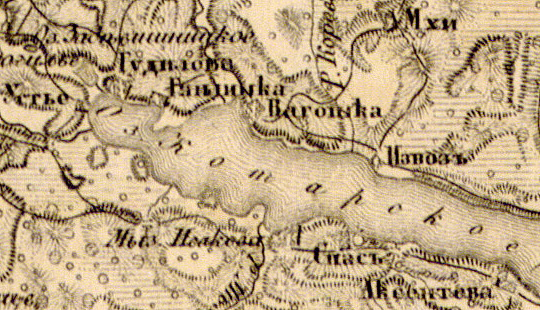
Деревня Гниленка на карте 1863 года

Согласно карте из «Исторического атласа Санкт-Петербургской Губернии» 1863 года деревня называлась Гнилинка.
В XIX — начале XX века деревня административно относилась к Осьминской волости 2-го земского участка 1-го стана Гдовского уезда Санкт-Петербургской губернии.
По данным «Памятной книжки Санкт-Петербургской губернии» за 1905 год деревня называлась Гниленко и образовывала Гниленское сельское общество.
С 1917 по 1920 год деревня Гниленка входила в состав Осьминской волости Гдовского уезда.
С 1920 года, в составе Самровской волости.
С 1922 года, в составе Заянской волости.
С 1923 года, в составе Будиловского сельсовета Осьминской волости Кингисеппского уезда.

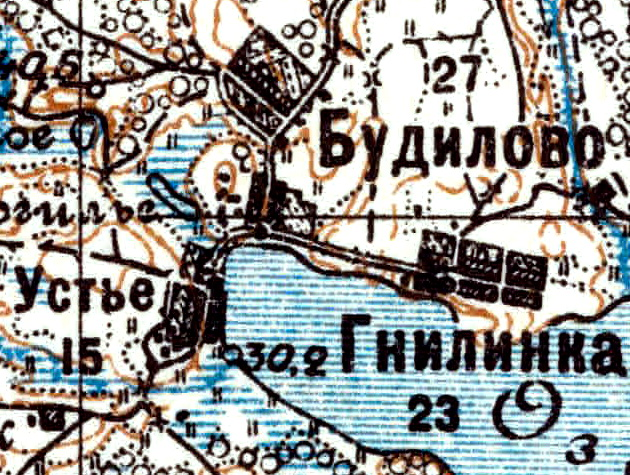
Деревня Гниленка карте 1926 года

Согласно топографической карте 1926 года деревня называлась Гнилинка и насчитывала 23 крестьянских двора, в центре деревни находилась часовня.
С 1927 года, в составе Осьминского района.
В 1928 году население деревни Гниленка составляло 133 человека.
По данным 1933 года деревня Гниленка входила в состав Будиловского сельсовета Осьминского района.
По данным 1936 года деревня Гниленка являлась административным центром Будиловского сельсовета, в который входили 14 населённых пунктов, 240 хозяйств и 9 колхозов.
C 1 августа 1941 года по 31 января 1944 года деревня находилась в оккупации.
С 1961 года, в составе Сланцевского района.
С 1963 года, в составе Лужского района.
В 1965 году население деревни Гниленка составляло 14 человек.
По данным 1966 года деревня Гниленка входила в состав Будиловского сельсовета Лужского района.
По данным 1973 и 1990 годов деревня Гниленка входила в состав Рельского сельсовета.
По данным 1997 года в деревне Гниленка Рельской волости проживали 3 человека, в 2002 году — 9 человек (все русские).
В 2007 году в деревне Гниленка Осьминского СП проживали 2 человека.

## География
Деревня расположена в западной части района на автодороге 41К-020 (Сижно — Осьмино).
Расстояние до административного центра поселения — 29 км.
Расстояние до ближайшей железнодорожной станции Молосковицы — 78 км.
Деревня находится на северном берегу Спасс-Которского озера.

## Демография
| 1838 | 1862 | 1928 | 1965 | 1997 | 2007 | 2010 |
| ---- | ---- | ---- | ---- | ---- | ---- | ---- |
| 58   | ↘52  | ↗133 | ↘14  | ↘3   | ↘2   | ↘1   |
| 2017 |      |      |      |      |      |      |
| →1   |      |      |      |      |      |      |

## Улицы
Цветочная.